# Bilirubin

Strukturformel för bilirubin. Vätebindningarna (streckade) mellan olika delar av molekylen bidrar till dess låga vattenlöslighet.

Bilirubin (av latin bilis "galla" och ruber "röd", "rödfärgad") är en avfallsprodukt som bildas när den hemgrupp som finns i röda blodkroppars hemoglobin bryts ner. Bilirubin är gult till färgen, vilket kan ses i blåmärken som är på väg att försvinna och i ögonvitorna hos personer med mycket förhöjda halter av bilirubin i blodet - gulsot (ikterus). Lindrigare fall av förhöjda bilirubinhalter kallas hyperbilirubinemi. Bilirubinet ger både avföring och urin dess färg. Denna starka infärgning kan användas för diagnostisering av problem med gallan. En patient med helt färglös (närmast vit) avföring kan ha en helt igensatt gallgång. Dessa patienter har samtidigt en närmast mörkbrun urin då all bilirubin måste utsöndras via njurarna vid en sådan gallinsufficiens.

## Kemi och metabolism
Bilirubin består av en tetrapyrrol, en öppen kedja bestående av fyra pyrrolringar  till skillnad från hemgruppens slutna ring av pyrroler (porfyrin). Bilirubin har kemiska likheter med färgpigmentet fykobilin som vissa primitiva alger använder för att fånga ljusenergi.
Karboxylgrupperna i en (4Z,15Z)-bilirubinmolekyl (den vanligt förekommande konfigurationsisomeren) i vattenlösning vätebinder till syreatomer och amingrupper i samma molekyl snarare än till omgivande vattenmolekyler. Detta gör att bilirubin är betydligt mindre vattenlösligt (och därmed mindre lösligt i blod) än liknande föreningar.
När bilirubin absorberar ljus förändras dess 3D-struktur och flera olika struktur- och konfigurationsisomerer bildas. Det bestrålade bilirubinet är mer vattenlösligt än det icke-bestrålade, vilket medför att det kan transporteras bort ur blodet utan att brytas ned vidare. Denna egenskap tillämpas inom fototerapi av nyfödda barn med hyperbilirubinemi.
I den normala utsöndringen av bilirubin transporteras det bundet till plasmaproteinet albumin till levern. Levern i sin tur konjugerar (binder kemiskt) bilirubinet med glukuronsyra och skickar ut detta komplex till gallan. En liten del bilirubin återfinns också i urinen där det ger denna dess gulaktiga färg.

## Diagnostik
Förhöjda värden av bilirubin i blodet (hyperbilirubinemi) kan vara orsakat av leverpåverkan. Andra anledningar är bland annat Gilberts syndrom och en ökad nedbrytning av röda blodkroppar som vid hemolytisk anemi.
För att ge en tydligare bild av orsaken till ett förhöjt värde kan provtagningen kompletteras med andra levervärden.